# Hillensberg

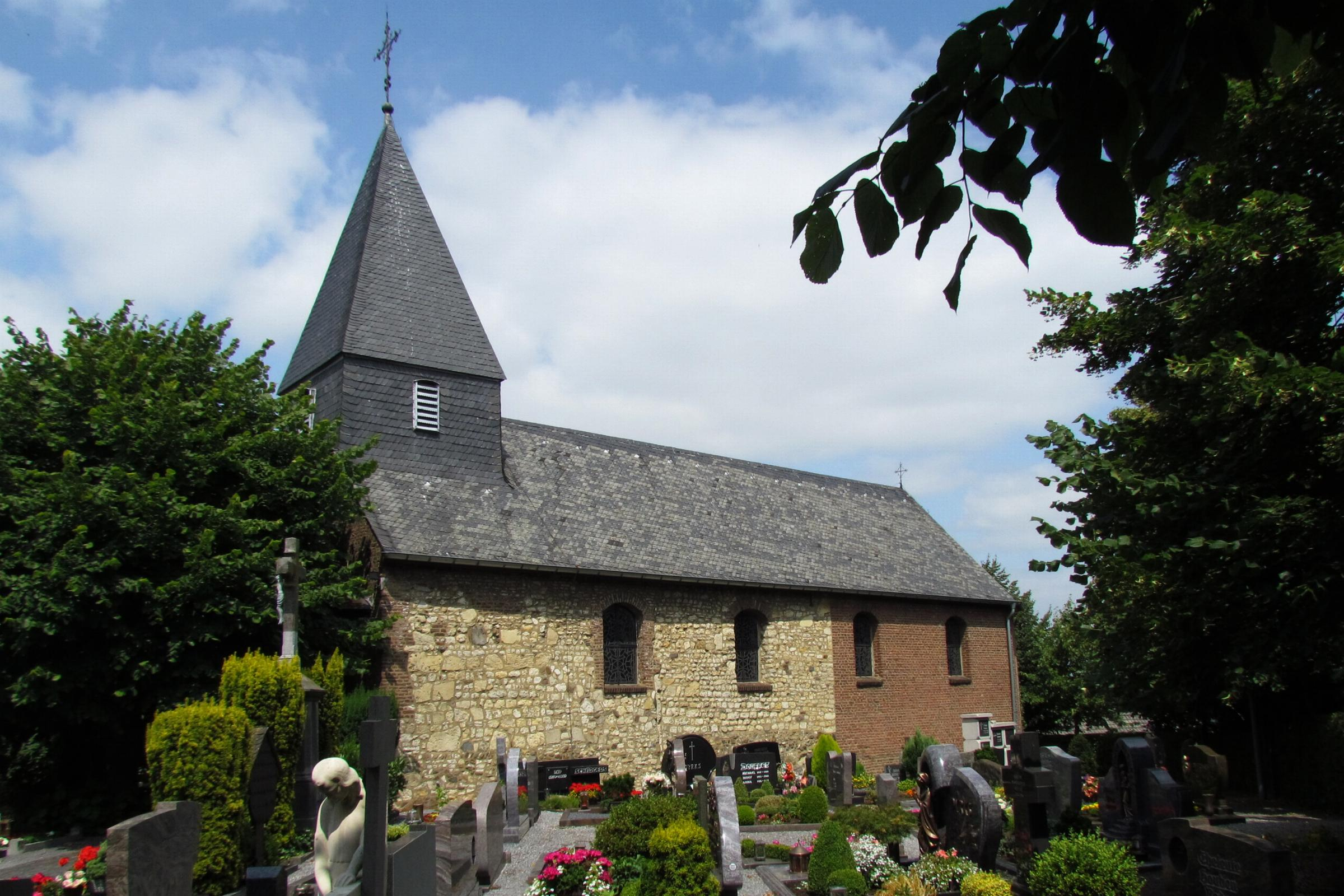
Katholische Pfarrkirche St. Michael

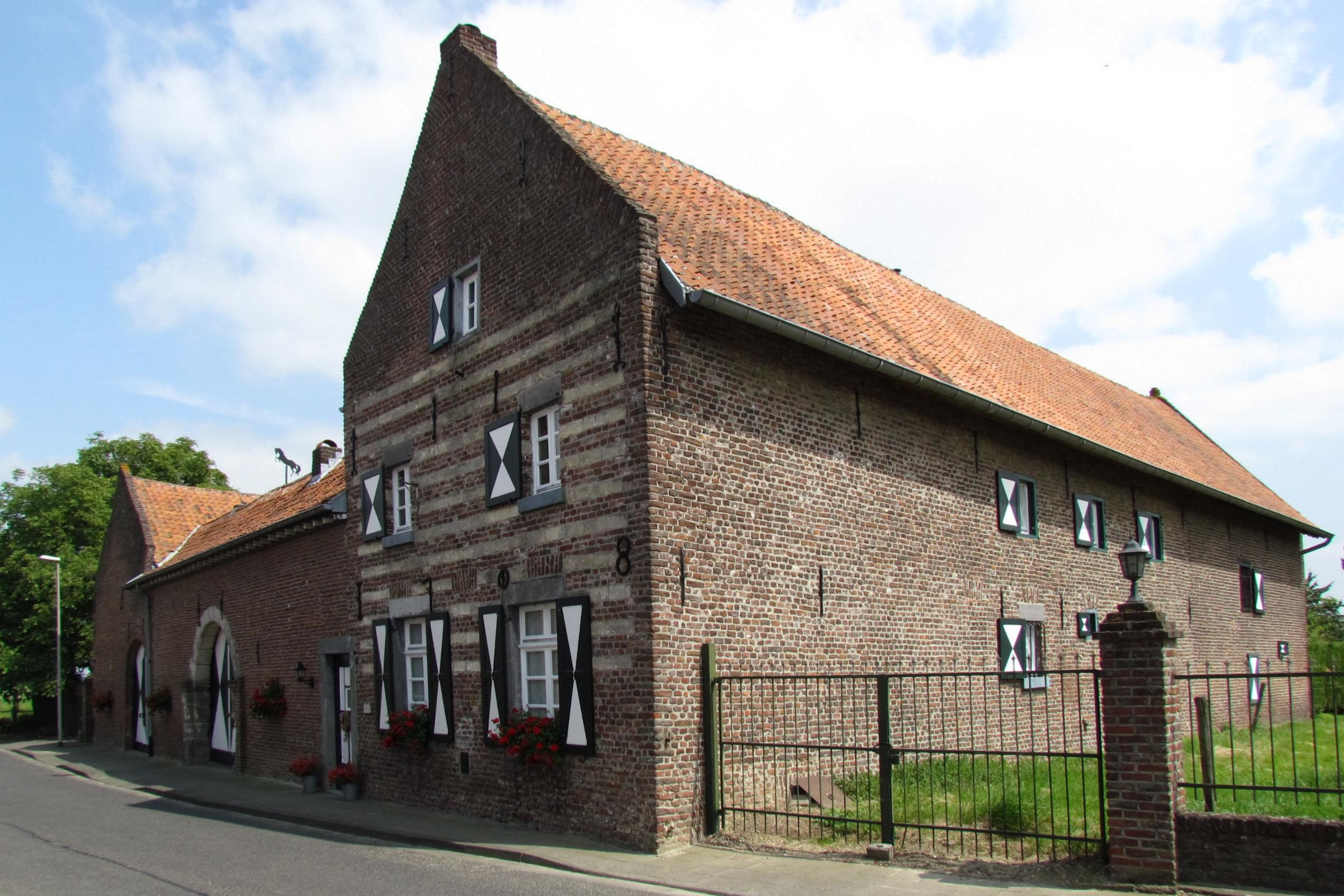
Hofanlage an der Bergstraße 1

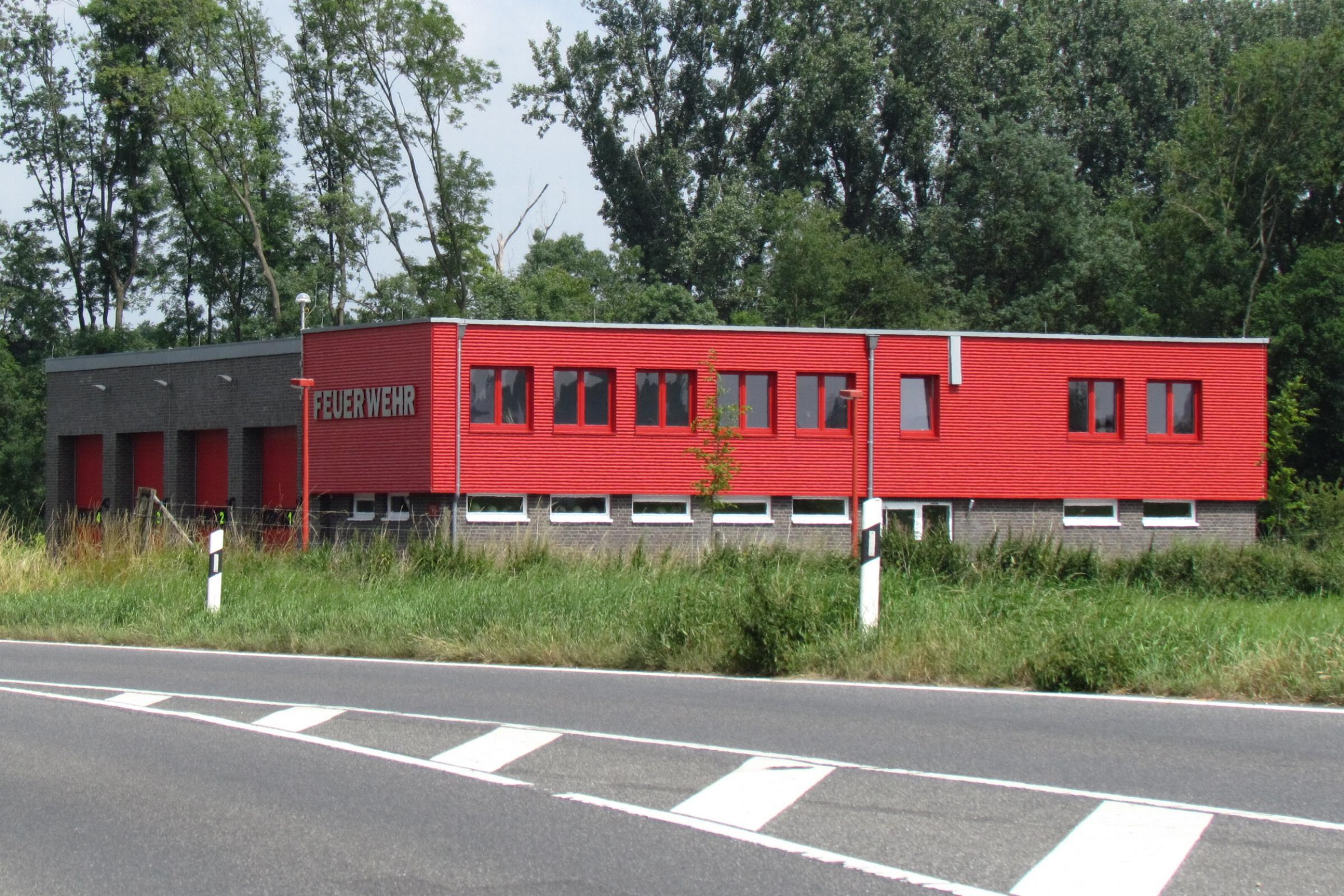
Feuerwehrhaus der Löscheinheit Hillensberg-Süsterseel

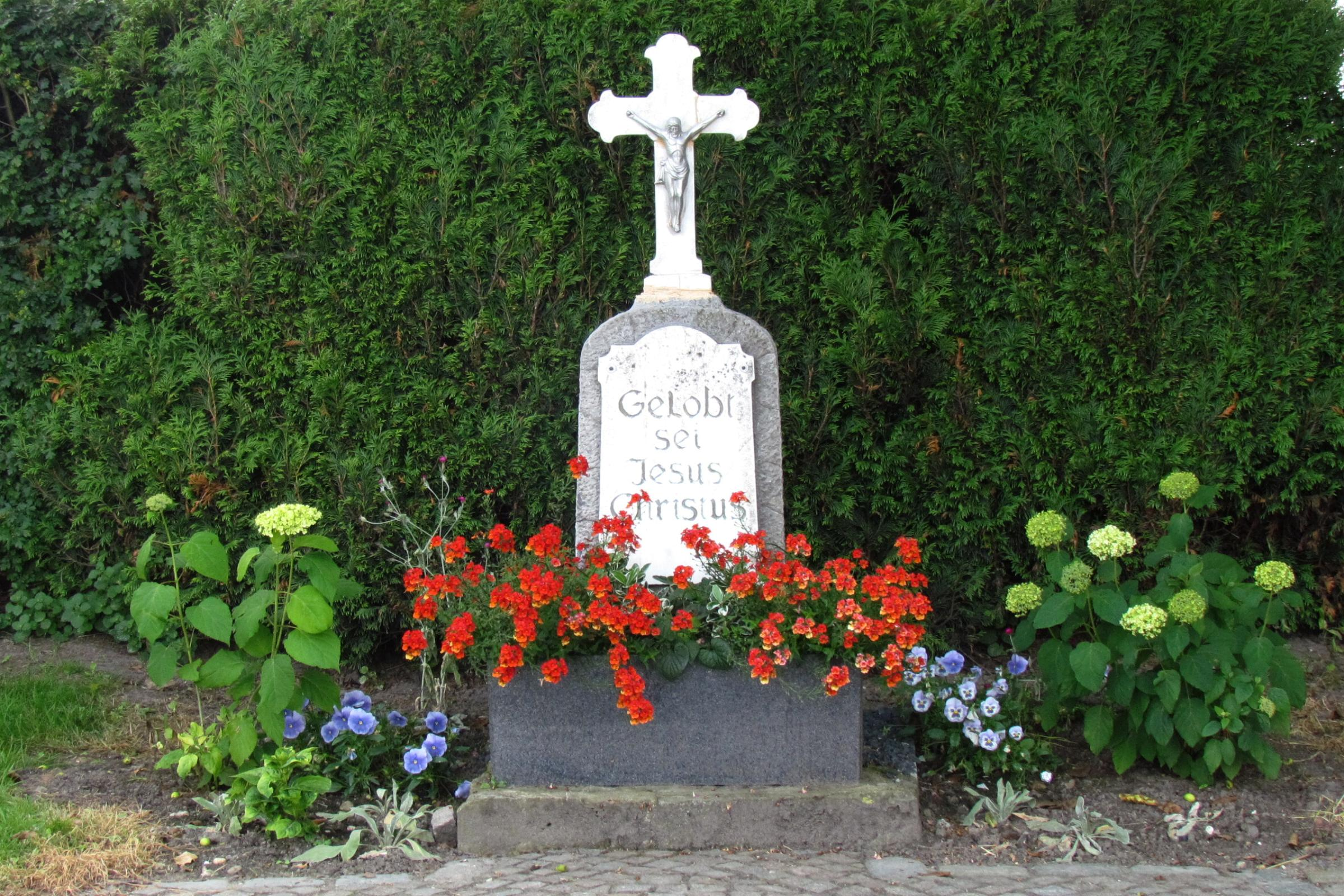
Wegekreuz am Ortseingang

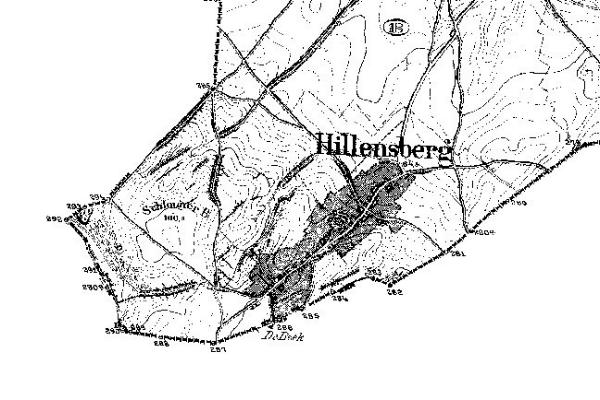
Hillensberg auf der Neuaufnahme von 1912

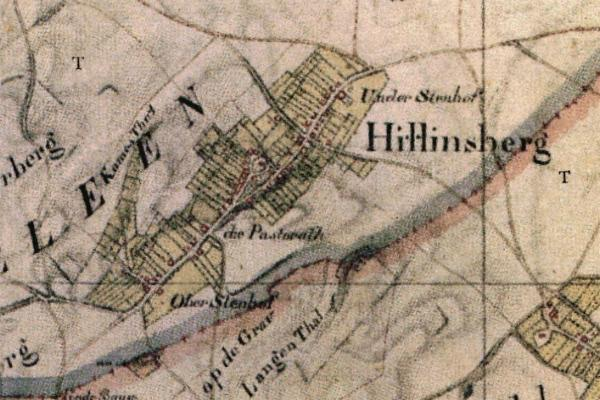
Hillensberg auf der Tranchotkarte 1803–1820

Hillensberg ist eine Ortschaft der Gemeinde Selfkant im Kreis Heinsberg in Nordrhein-Westfalen.

## Geographie

### Lage
Hillensberg liegt im südlichen Gebiet der Gemeinde Selfkant. In der Nähe des Ortes befindet sich der Schlouner Berg, der mit 101 m die höchste Erhebung im Selfkant ist. Die Ortschaft an der deutsch-niederländischen Grenze ist benachbart zur niederländischen Ortschaft Bingelrade (NL).

### Gewässer
Hillensberg gehört zum Einzugsgebiet des in die Maas mündenden Rodebachs (GEWKZ 281822).

### Nachbarorte
| Sittard (NL)    | Wehr                                        | Süsterseel      |
| Kollenberg (NL) | Kompassrose, die auf Nachbargemeinden zeigt | Jabeek (NL)     |
| Windraak (NL)   | Doenrade (NL)                               | Bingelrade (NL) |

### Siedlungsform
Hillensberg ist ein zweizeiliges, beidseitig bebautes Straßendorf am unteren Berghang.

## Geschichte

### Ortsname
- 1170: Hilleneseick
- 14. Jahrhundert: Hilles
- 1488: Hillensbergh
- 1550: Hillenssberg
- 1666: Hillensberg

### Ortsgeschichte
Hillensberg gehörte früher zum Jülicher Amt Born. In einer Urkunde von 1170 wird die Ortschaft mit dem Namen Hilleneseick benannt. Nach dem ältesten Heinsberger Lehnsregister war Alard von Hillensberg im 14. Jahrhundert mit zwei Höfen belehnt, wahrscheinlich dem späteren Oberen und Unteren Hof, während Dietrich, Sohn von Alard, drei Teile des Patronatsrechts an der Kirche St. Michael vom Heinsberger Lehen trug. Die Reihensiedlung dürfte aus einem Fronhofverband hervorgegangen sein. Hillensberg hatte 1828 insgesamt 391 Einwohner. Die Gemeinde Hillensberg gehörte zum Amt Selfkant.
Vom 23. April 1949 bis zum 31. Juli 1963 stand der Selfkant und damit auch Hillensberg durch die Niederländischen Annexionspläne unter niederländischer Auftragsverwaltung. Am 1. August 1963 erfolgte nach Zahlung von 280 Millionen D-Mark die Rückführung.
Mit dem Gesetz zur Neugliederung von Gemeinden des Selfkantkreises Geilenkirchen-Heinsberg vom 24. Juni 1969 wurden zum 1. Juli 1969 die Gemeinden Havert, Hillensberg, Höngen, Millen, Süsterseel, Tüddern und Wehr (alle Amt Selfkant) sowie die Gemeinde Saeffelen (Amt Waldfeucht) zur neuen amtsfreien Gemeinde Selfkant zusammengeschlossen.

### Kirchengeschichte
Die römisch-katholische Pfarre St. Michael Hillensberg war eine eigenständige Kirchengemeinde.
Das Alter der Kirche St. Michael in Hillensberg bezeugt eine christliche Gemeinde schon im 1. Jahrtausend. Als Pfarre und Mutterkirche wird Hillensberg erst im 16. Jahrhundert urkundlich bestätigt. 1801 wurde das Bistum Aachen errichtet und Hillensberg dem Kanton Sittard zugeteilt. 1925 wurde das Dekanat Gangelt gebildet und die Pfarre diesem zugeordnet.
Im Zuge der Pfarrgemeindereformen im Bistum Aachen wurde die ehemals eigenständige katholische Pfarrgemeinde St. Michael in die Gemeinschaft der Gemeinden (GdG) St. Servatius Selfkant eingegliedert.

## Politik
Gemäß § 3 (1) der Hauptsatzung der Gemeinde Selfkant ist das Gemeindegebiet in Ortschaften eingeteilt. Hillensberg ist eine Ortschaft und wird nach § 3 (2) von einem Ortsvorsteher in der Gemeindevertretung vertreten. Ortsvorsteher der Ortschaft Hillensberg ist Hans-Josef Kaumanns (zuletzt Kommunalwahl 2020).

## Infrastruktur
- Im Juni 2013 lebten in Hillensberg 391 Personen.
- Ein Bürgerhaus für mehrere Vereine der Ortschaft Hillensberg.
- Der Ort hat Anschluss an das Radverkehrsnetz NRW mit Knotenpunkt 45 im Knotenpunktsystem.
- Ein Rasensportplatz in der Ortsmitte ist vorhanden.

## Sehenswürdigkeiten
- Katholische Pfarrkirche St. Michael als Denkmal Nr. 10
- Fränkische Backstein-Hofanlage, Bergstraße 1 als Denkmal Nr. 37
- Hauskreuz, Bergstraße 24 als Denkmal Nr. 19
- Alte Schule, Michaelstraße 2, als Denkmal Nr. 41
- Gedenksäule an der Michaelstraße
- Drei aufgestellte Wegekreuze in Ort

## Vereine
- Freiwillige Feuerwehr Selfkant, Löscheinheit Hillensberg-Süsterseel
- St. Michael Bruderschaft Hillensberg
- Trommler und Pfeiferkorps Hillensberg
- Gesangverein Cäcillia Hillensberg
- Sozialverband VdK Deutschland Selfkant betreut Wehr
- Oldtimer Freunde Selfkant-Hillensberg e. V.
- Tennisclub TC Selfkant Westerheide e. V.

## Regelmäßige Veranstaltungen
- Vogelschuss der Bruderschaft
- Patronatsfest und Kirmes in Hillensberg
- St. Martin-Umzug in Hillensberg
- Oldtimertreffen

## Verkehr

### Autobahnanbindung
| AB      | Streckenabschnitt          | Anschlussstelle | Entfernung |
| ------- | -------------------------- | --------------- | ---------- |
| A76(NL) | Antwerpen – Heerlen/Aachen | AS Schinnen     | 8 km       |
| A2(NL)  | Maastricht – Eindhoven     | AS Born         | 14 km      |
| A46     | Heinsberg – Düsseldorf     | AS Heinsberg    | 18 km      |
| A44     | Aachen – Mönchengladbach   | AS Aldenhoven   | 32 km      |
| A4      | Aachen – Köln              | AS Weisweiler   | 40 km      |

### Bahnanbindung
Ab Bahnhof Sittard (ca. 8 km Entfernung)
| Linie    | Linienverlauf                              |
| -------- | ------------------------------------------ |
| IC       | Maastricht–Eindhoven–Amsterdam–Alkmaar     |
| IC       | Heerlen–Eindhoven–Utrecht–Schiphol Airport |
| Sprinter | Maastricht Randwyck–Roermond               |
| Sprinter | Sittard–Heerlen                            |

Ab Bahnhof Geilenkirchen (ca. 15 km Entfernung)
| Linie | Linienbezeichnung | Linienverlauf                              |
| ----- | ----------------- | ------------------------------------------ |
| RE 4  | Wupper-Express    | Aachen–Mönchengladbach–Düsseldorf–Dortmund |
| RB 33 | Rhein-Niers-Bahn  | Aachen–Mönchengladbach–Krefeld–Duisburg    |

### Busanbindung
Es gibt im Ort mehrere Bushaltestellen der WestVerkehr, bedient von den AVV-Buslinien 435 und 439.
Zudem verkehrt der Multi-Bus seit dem 9. Juni 2024 kreisweit erweitert und zu einheitlichen Bedienzeiten. Mehr Informationen gibt es bei WestVerkehr.
| Linie | Verlauf |
| ----- | --- |
| 435   | Geilenkirchen Bf – Bauchem – Gillrath – Stahe – Birgden – Kreuzrath – Gangelt – Süsterseel – Hillensberg – Wehr – Tüddern – Höngen |
| 439   | Millen – Tüddern – (Höngen –) Wehr – Hillensberg – Süsterseel - ( ← Gangelt)                                                       |